# ГЕС Савра-Кудду
ГЕС Савра-Кудду — гідроелектростанція, що споруджується на півночі Індії у штаті Гімачал-Прадеш. Використовуватиме ресурс із річки Паббар, правої притоки Тонс, яка, своєю чергою, є правою притокою Джамни, котра впадає праворуч до Гангу.
У межах проєкту на Паббарі облаштують водозабірну споруду (piano key weir) заввишки 10 метрів, яка відводитиме ресурс до прокладеного під лівобережним гірським масивом дериваційного тунелю довжиною 11,1 км із діаметром 5 метрів. Він переходитиме у напірний водовід діаметром 4 метри, котрий розгалужуватимуться на три діаметрами по 2,3 метра. У системі також працюватиме вирівнювальний резервуар висотою 82 метри з діаметром 14 метрів.
Підземний машинний зал матиме розміри 90 × 14 метрів при висоті 39 метрів. Тут розмістять три турбіни типу Френсіс потужністю по 37 МВт, які використовуватимуть напір у 182 метри та забезпечуватимуть виробництво 386 млн кВт·год електроенергії на рік.
Видача продукції відбуватиметься по ЛЕП, розрахованій на роботу під напругою 220 кВ.